# Montégut-Savès
Montégut-Savès település Franciaországban, Gers megyében. Lakosainak száma 69 fő (2022. január 1.). Montégut-Savès Laymont, Puylausic, Saint-Lizier-du-Planté, Saint-Loube és Sauvimont községekkel határos.

## Népesség
A település népességének változása:
| Lakosok száma | 96   | 89   | 69   | 72   | 69   | 66   | 64   | 63   | 65   | 69   |
|               | 1968 | 1982 | 1990 | 2006 | 2013 | 2015 | 2017 | 2019 | 2020 | 2022 |